# Olympia Mensae
Le Olympia Mensae sono una struttura geologica della superficie di Marte.